# Струма (кораб)
Вижте пояснителната страница за други значения на Струма.
„Струма“ е моторен кораб, превозвал еврейски бегълци от Румъния за Палестина през Втората световна война и потопен от съветска подводница на 24 февруари 1942 г.

## Предистория
Корабът е построен от британската корабостроителница „Палмърс“ по поръчка на аристократа Хенри Пажет през 1867 г. Луксозната яхта е наименувана „Ксанта“. Представлява тримачтова шхуна с метален корпус, задвижвана от парен двигател.
Впоследствие неколкократно сменя собственика си, а с това и името си. През 1916 г. яхтата е закупена от гръцка компания, която я ползва като крайбрежен търговски кораб. През 1930-те години едната мачта е премахната, а парният двигател е сменен с дизелов, вероятно за втора употреба.
През 1932 г. е закупена от българина Димитър Кенков, който я преименува на „Македония“ и я ползва за превоз на добитък по река Дунав. През 1941 г. Кенков я продава на Compañia Mediterranea de Vapores Limitada, контролирана от гръцкия корабен агент Жан Панделис, който я преименува на „Струма“ и я регистрира под флага на Панама.

## Констанца – Босфор
През 1941 г. еврейски организации наемат „Струма“ от Жан Панделис да превози еврейски бежанци от Румъния до Палестина. На 12 декември 1941 г. корабът напуска пристанище Констанца с 10 души български екипаж начело с капитан Григорий Горбатенко (от руски произход) и със 781 пътници (при капацитет 100 души). На пътниците е позволено да вземат по 20 килограма багаж, но много от ценностите им са конфискувани от румънските митничари.
На няколко пъти корабният дизелов двигател спира да работи и се налага „Струма“ да бъде теглена на буксир. Корабът достига до Истанбул, където остава в пристанището, докато се решава съдбата на пътниците. Британските дипломати настояват пред турските власти да не позволят на кораба да продължи по пътя си, тъй като следват политика на минимизиране на еврейската имиграция към Палестина. Турция, от своя страна, не позволява на пътниците да слязат от кораба на нейна територия.

## Потопяване
Дизеловият двигател така и не е поправен, докато корабът е в Истанбул. На 23 февруари 1942 г., след безуспешни преговори, корабът е закачен на буксир и изведен обратно през Босфора в Черно море, на около 10 мили от брега. Сутринта на следващия ден 24 февруари, безпомощният кораб, останал без двигател, е взривен.
Най-вероятно корабът е торпилиран от съветската подводница „Щ-213“. Загиват 768 мъже, жени и деца, оцелява само 19-годишен мъж.
| „                      | Подводницата „Щука 213“... вижда на сутринта на 24.02.1942 г. неохранявания вражески съд „Струма“... Корабът беше успешно торпилиран от разстояние 1118 метра и потопен... Младши офицерите... Командирът на поделението и сержантите... и морякът на Червения флот, който е изстрелял торпедото..., са показали храброст. | “ |
| Съветски военни архиви | |   |

Съветската подводница „Щ-213“, връзката с която е загубена още от 29 септември 1942 г., най-вероятно е потопена в района около Констанца от германския преследвач „Ксантен“ на 14 октомври 1942 г.
Според разследване на руския писател Михаил Кожемякин има някои важни разминавания между сведенията от отделните източници за участието на подводница „Щ-213“:
- оцелелият за време на удара сочи „разсъмване“ и „ранно утро“, а според рапорта от подводницата изстрелът е в 9:45 местно време;
- шхуната е с водоиместимост от 642 брт, а командирът на подводницата докладва за 7000-тонен съд;
- корабът е без двигател, на дрейф, а командирът рапортува, че съдът се движи със скорост 3 възела/час;
- при проведено търсене (2000) в района не са открити останки от надводен кораб, а от руска подводница от 1917 г.